# Red Road
Red Road (bra: Marcas da Vida; prt: Sinal de Alerta) é um filme britano-dinamarquês de 2006 dirigido e escrito por Andrea Arnold. Estrelado por Kate Dickie, Tony Curran, Martin Compston e Natalie Press, venceu o Prêmio do Júri do Festival de Cannes.

## Elenco
- Kate Dickie - Jackie Morrison
- Tony Curran - Clyde Henderson
- Martin Compston - Stevie
- Natalie Press - April
- Paul Higgins - Avery